# Al Amal
Al Amal, poznata pod nazivom Emiratska Marsova Misija je misija Ujedinjenih Arapskih Emirata lansirana 19. srpnja 2020. pomoću Japanske raketa HII-A iz svemirskog centra Tanegashima. Misijom upravlja Mohammed bin Rashid Space Center, institucija koja je osmislila i razvila misiju. Sonda je izgrađena na Sveučilištu Colorado Boulder, uz pomoć i konzultacije Sveučilišta u Berkeleyju i Državnog Sveučilišta Arizona u Sjedinjenim Američkim Državama, a prototip sonde testirala je Indijska Agencija za Istraživanja Svemira (ISRO). 
Sonda će u orbiti Marsa proučavati klimu planeta, vremenske uzorke u različitim godišnjim dobima, pješčane oluje i posebnosti vremena u različitim regijama na planetu. Pažnja misije bit će posvećena bijegu kisika i vodika u okolni svemir s planeta i uzorcima drastičnih klimatskih promjena na planetu. Sonda je dio procesa transformacije ekonomije Ujedinjenih Arapskih Emirata iz one temeljene na iskorištavanju prirordnih resurspa prema onoj temeljenoj na znanju.
Al Amal je jedna od tri svemirske misije koje su u veljači 2021. započele svoju misiju u orbiti ili na površini Marsa. Druge dvije misije su ona Kineske Svemirske Agencije pod nazivom Tianwen-1 i NASA-in rover Perseverance. Uspješnim ulaskom u orbitu planeta 9. veljače Ujedinjeni Arapski Emirati ušli su društvo nekolicine država koje su uspjele poslati sondu u orbitu Marsa i jedina uz Indiju kojoj je to pošlo od prve.